# Jakob Ammann
Jakob Ammann (* vor 12. Februar 1644 (Taufdatum) in Erlenbach im Simmental, Kanton Bern; † vor 1730 wohl bei Zellwiller, Elsass) war ursprünglich ein Schneider, der um 1679 zum Täufertum übertrat, Prediger der Schweizer Brüder, der 1693 zum Gründervater der Amischen wurde, einer strengen Richtung der Mennoniten, die nach ihm benannt wurden. Über sein Leben ist nur relativ wenig schriftlich überliefert.

## Leben
Jakob Ammann wurde im Februar 1644 geboren und wahrscheinlich am 12. Februar 1644 getauft als drittes von sechs Kinder des Schneiders Michael Ammann und seiner Frau Anna Rupp. Taufzeugen waren Hans Tschabel, Christen Boshart und Salome Sultzinger. Bekannt ist auch noch der Grossvater mit dem Namen Ulrich, eine Schwester namens Anne und ein Bruder, der am 12. Januar 1662 in Hilterfingen von Pfarrer Christian Engelhard auf den Namen Ulli getauft wurde. Er war wie sein Vater von Beruf Schneider oder sogar Schneidermeister, obwohl er nie schreiben lernen konnte. Nach der Geburt seiner Schwester Anne 1651 zog die Familie nach Oberhofen am Thunersee. 1655 kehrten die Eltern nach Erlenbach zurück, Jakob blieb jedoch in Oberhofen. Er wandte sich später ans Chorgericht Hilterfingen, um einen Kredit zu erhalten. Am 12. März 1671 muss er noch Mitglied der reformierten Kirche gewesen sein, da er als Spender der Taufe von Uli Immer und Barbara Frutigers Sohn Jakob eingetragen wurde. Wahrscheinlich um 1679 trat er zum Täufertum über und wurde später Ältester einer Täufergemeinde.
Er war mit Verena Stüdler verheiratet, sie hatten mehrere Kinder, bekannt sind ein Sohn Baltz und eine Tochter ohne Namen.
Mehrmals wurde er vor ein bernisches Chorgericht zitiert, und am 4. Juni 1680 fragten die Verantwortlichen von Oberhofen bei der Regierung in Bern nach, wie mit dem ansteckenden Täufer und Sektenführer Jakob Ammann umzugehen sei. Nach 1680 musste er wohl deswegen ins Elsass geflohen sein, wo die Täufer toleriert wurden, wie es im Dordrechter Bekenntnis von 1660 festgehalten war, das in der Mühle von Ohnenheim publiziert wurde. Er lebte von 1693 bis 1695 in Heidolsheim, wo sein Vater damals starb, von 1695 bis 1712 in Petite Lièpvre bei Markirch und danach vermutlich bis zum Tod in Zellweiler.
Seine Mitstreiter Hans Bachmann, Jacob Kleiner, Félix Hägi, weitere Zuzüger und er bewirtschafteten mit Erfolg große Höfe der Familie Rappolstein (französisch: Ribeaupierre). Infolge ihrer Tüchtigkeit gehörten ihnen mit der Zeit etwa ein Viertel dieses Tals.
Im Sommer des Jahres 1693 bereiste er eine Reihe taufgesinnter Gemeinden im Emmental und im Aargau, um sie von seinen strengeren Glaubenslehren und konsequenteren Praktiken zu überzeugen. Er lehrte beispielsweise, dass Menschen, die Gottes Wort nicht befolgen würden, nicht gerettet werden könnten, und Lügner ausgeschlossen und gebannt werden müssten. In der Friedersmatt bei Bowil im Emmental war sein indirektes Gegenüber Hans Reist, die Auseinandersetzung mit seinen gemässigteren Glaubensvorstellungen und weiterer Ältester waren heftig und endeten mit gegenseitiger Exkommunikation, die zu endgültigen, unumkehrbaren Gemeindespaltungen bei den Täufern führten.
Als die Berner Behörden erfuhren, dass Ammann im Land sei, setzten sie ein Kopfgeld auf ihn aus. Er wurde im Juli 1694 in Walkringen verhaftet, aber der Vogt des Schlosses Thorberg liess ihn wieder frei, um seine eigene Macht zu demonstrieren. In Steffisburg konnte er etwa sechzig Täuferfamilien gewinnen, zu ihm ins Markirchertal zu ziehen. Sie bildeten eine erste Gruppe der neuen Gemeinde der Wiedertäufer, die auch Jacob Ammans Partie und später Amische Mennoniten genannt wurden.
1712 nach einer rechtlichen Intrige gegen die Täufer wurde eine Abschiebeordnung erlassen, die den Verbleib in Frankreich verunmöglichte. Jakob Ammann war imstande, vorteilhafte Abzugsbedingungen auszuhandeln und für jedes Gemeindemitglied ein ordentliches polizeiliches Führungszeugnis zu erhalten. Die Täufergemeinde verstreute sich in alle Richtungen, in die Grafschaft von Mömpelgard, ins Breisgau, in die Pfalz (Region), in die Grafschaft von Salm, nach Lothringen und in den Berner Jura.